# Бесленеевское сельское поселение (Краснодарский край)
Бесленеевское сельское поселение — муниципальное образование в составе Мостовского района Краснодарского края России.
В рамках административно-территориального устройства Краснодарского края ему соответствует Бесленеевский сельский округ.
Административный центр и единственный населённый пункт — станица Бесленеевская.

## Население
| 2010  | 2012  | 2013  | 2014  | 2015  | 2016  | 2017  |
| ----- | ----- | ----- | ----- | ----- | ----- | ----- |
| 1413  | ↘1382 | ↘1378 | ↘1367 | ↘1349 | ↘1343 | ↘1331 |
| 2018  | 2019  | 2020  | 2021  | 2023  |       |       |
| ↘1321 | ↘1315 | ↘1310 | ↗1396 | ↘1378 |       |       |